# 维塔利·尼古拉耶维奇·叶菲莫夫
维塔利·尼古拉耶维奇·叶菲莫夫（羅馬化：Vitaliy Nikolayevich Yefimov；1938年—）是俄罗斯理论物理学家。作为约费研究所的研究员，他在1970年发表的论文《由三体系统中的共振双体力引起的能级》中提出了一种新颖奇特的物质状态的存在，现在被称为叶菲莫夫态。2006年，这种物质状态的存在已得到证实。
他现在是华盛顿大学物理学副教授。
2018年，他被选为首届法捷耶夫奖章获得者。